# Józef Bohdan Rogoyski
Józef Bohdan Rogoyski (także Rogojski, Rogójski)  herbu Brochwicz (ur. 15 marca 1820 w Żarnowcu, w pow. krośnieńskim, zm. w lutym 1896 w Łodzi) – polski chemik, propagator nowoczesnego rolnictwa, przedsiębiorca.

## Życiorys
Uczył się w gimnazjach w Rzeszowie, Lwowie i Przemyślu, maturę uzyskał w Nowym Sączu. W latach 1840–1842 studiował na politechnice i Wyższej Szkole Weterynaryjnej w Wiedniu. Następnie w latach 1842–1844 gospodarował w odziedziczonych dobrach Łęki w pow. krośnieńskim. Potem służył w armii austriackiej jako kadet w pułku ułanów (1844–1846). Następnie odbył studia w Ecole de Chimie Pratique w Paryżu (1846–1850) pod kierunkiem Charlesa Frédérica Gerhardta. W 1850 uzyskał doktorat z filozofii i nauk przyrodniczych w Paryżu, gdzie w latach 1850–1853 prowadził badania nad siarczynami miedzi – w ich toku uzyskał pierwszy siarczyn miedziawo-amonowy i siarczyn miedziawy. Zajmował się także ustaleniem składu niektórych soli aminokobaltu (III) i otrzymał nową ich grupę znaną obecnie pod nazwą kobaltiaków. Podjął również zagadnienia słownictwa chemicznego. Przebywając we Francji zainteresował się także zagadnieniami rolnictwa. Odbył też kilka podróży w 1851 do Belgii, Holandii i Anglii, zaś w 1852 do Stanów Zjednoczonych oraz Turcji. W ich trakcie zwiedzał głównie  zakłady ogrodnicze i wielkie majątki ziemskie.
Po powrocie do Polski, w latach 1854–1859 mieszkał w Krakowie, gdzie uczył chemii w tamtejszych gimnazjach. Miał także gospodarstwo rolne w Nowej Wsi, gdzie prowadził doświadczenia z nawozami oraz zajmował się ogrodnictwem. Współpracował z krakowskim "Tygodnikiem Rolniczo-Przemysłowym", zamieszczając w nim w części anonimowo liczne artykuły z różnych działów gospodarstwa wiejskiego, chemii, przyrodoznawstwa. Publikował też artykuły w warszawskim "Przeglądzie Rolniczo-Przemysłowym" i poznańskim "Ziemianinie".  Od 1857 był  członkiem Towarzystwa Naukowego Krakowskiego, zaś w latach 1857–1858 członkiem Komitetu Towarzystwa Rolniczego Krakowskiego. Członek korespondent Galicyjskiego Towarzystwa Gospodarskiego (1868–1884).
W 1859 przeniósł się do Królestwa Polskiego, gdzie został  profesorem chemii i technologii chemicznej w Instytucie Gospodarstwa Wiejskiego i Leśnictwa w Marymoncie. Potem był nauczycielem chemii w Kielcach (1860–1862) i Radomiu (1863–1871). W 1863 uzyskał nagrodę na światowej wystawie w Londynie za rozprawę z chemii przesłaną francuskiej Akademii Nauk. W trakcie pobytu w Kielcach i Radomiu wygłaszał odczyty dla ziemian na tematy wchodzące w zakres gleboznawstwa i chemii rolnej, przeprowadzał analizy chemiczne próbek gleby i materiałów roślinnych. Zamieszczał także artykuły w "Gazecie Rolniczej" i "Kurierze Rolniczym".
W 1872 przeniósł się do Łodzi, gdzie przy wsparciu finansowym ziemian łódzkich zreorganizował i kierował następnie fabryką nawozów sztucznych (pudrety) w Nowej Brusie pod Łodzią, jednak przedsięwzięcie okazało się nieopłacalne i zakład zamknięto w 1873. W latach 1874–1878 odbył podróż na Ukrainę i do Turcji. Po powrocie do Łodzi próbował prowadzić różne przedsiębiorstwa techniczne, ale wszystkie te przedsięwzięcia okazały się nieudane a on sam stracił w nich resztę gotówki. Popierał wówczas lansowany przez Piotra A. Wereszczyńskiego (Korczaka) projekt założenie w Nowej Gwinei kolonii polskiej. Snuł także plany osadnictwa żydowskiego na Saharze w Afryce.
Zmarł w przytułku dla starców w Łodzi.

### Prace Józefa Rogoyskiego
Najpełniejsze zestawienie prac i publikacji Józefa Rogoyskiego przedstawił w 1911 Jan Zawidzki. Był niewątpliwie jednym z najbardziej płodnych polskich publicystów zajmujących się w XIX wieku tematyką rolniczą. Pozostawił liczne artykuły w sprawach dotyczących nawożenia i hodowli, a także kwestii społeczno-rolniczych. Był także autorem recenzji i tłumaczeń. Teksty te zamieszczał głównie w "Tygodniku Przemysłowo-Rolniczym" (1854–1862), w "Czasie" (1854–58), "Przeglądzie Rolniczo-przemysłowym i handlowym" (1857-1860), "Gazecie Rolniczej" (1869–1874, 1878–1879), "Ziemianinie" (1855–1873), "Kuryerze rolniczo-handlowym" i przemysłowym (1857 — 64), "Ekonomiście i Merkurym" (1859), "Bibliotece Rolniczej (1869-1873), "Kuryerze Rolniczym" (1882–1874), "Tygodniku przemysłowym i handlowym" (1873), "Tygodniku Rolniczym" (1877–1879), dodatku miesięcznym do "Przeglądu Tygodniowego" (1884), "Tellusie" (1387), "Przemysłowcu" (1888).
- Recherches sur des sulfites de cuivre – "Comptes Rcndus des Travaux de Chimie" Vol. 7: 1851, niemiecka wersja w "Journal fur Praktische Chemie" Bd. 53: 1851
- Ueber einige neue Kobaltverbindungen, – ("Journal fur Praktische Chemie" Bd. 56: 1852, francuska wersja w "Annales de Chimie et de Physiqt!e", S. 3, T. 41 (131) 1854.
- O zasadach słownictwa chemicznego – "Roczniki Towarzystwa Naukowego Krakowskiego" T. 6: 1851 z. 2
- Uwagi dotyczące się słownictwa chemicznego polskiego, – "Biblioteka Warszawska" 1854 t. 2.
- Przegląd rolniczo-przemysłowych usiłowań, Kraków 1855
- Potrzeby galicyjskiego rolnictwa i przemysłu, Kraków 1855
- Chemia rolnicza, – "Biblioteka Rolnicza" 1869 z. 2, wydanie broszurowe Warszawa 1872
- Poradnik życia gospodarskiego, Warszawa 1870
- Poradnik życia gospodarskiego, Warszawa 1871
- Mała Polska w Oceanii, Warszawa 1876
- Ziemia obiecana na Saharze, Kraków 1886

## Rodzina
Urodził się w rodzinie ziemiańskiej. Syn właściciela Żarnowca Jana de Matty (Jana Chrzciciela) Rogoyskiego (1762- 1831) i Tekli z Albertowskich (1795-1840). Był młodszym bratem pamiętnikarza Jędrzeja Rogoyskiego (1815-1862) a jego bratankiem był powstaniec styczniowy i burmistrz Tarnowa Witold Rogoyski (1841-1916). Miał także siostrę Lubinę (ur. 1822) żonę hrabiego Tytusa Miera (1810-1858). Nie ożenił się, żył w wolnym związku z Sarą Soświńską, z którą miał dwoje dzieci syna i córkę.